# Заечар (городское поселение)
Заечар (серб. Град Зајечар) — городское поселение в Сербии, входит в Заечарский округ.
Население городского поселения составляет 62 743 человека (2007 год), плотность населения составляет 59 чел./км². Занимаемая площадь — 1068 км², из них 63,7 % используется в промышленных целях.
Административный центр городского поселения — город Заечар. городское поселение Заечар состоит из 42 населённых пунктов, средняя площадь населённого пункта — 25,4 км².

## Статистика населения
| Год  | Население, чел. |
| ---- | --------------- |
| 1991 | 71139           |
| 2001 | 66430           |
| 2002 | 65923           |
| 2003 | 65407           |
| 2004 | 64809           |
| 2005 | 64100           |
| 2006 | 63398           |
| 2007 | 62743           |